# Judovski kulturnozgodovinski muzej (Curaçao)
Judovski kulturnozgodovinski muzej je kulturnozgodovinski muzej v okrožju Punda v Willemstadu (Curaçao). Ustanovljen je bil leta 1970 in je povezan s sinagogo Mikvé Israel-Emanuel.

## Zbirka
Zbirka vključuje več kot tisoč predmetov, fotografij in knjig o zgodovini in kulturi judovske skupnosti v Curaçau, vključno z mikve iz leta 1729 in osemnajstimi zgodovinskimi Torami. Na dvorišču so replike nagrobnikov z judovskega pokopališča Beit Chaim Bleinheim, najstarejšega judovskega pokopališča v uporabi na zahodni polobli. Časovnica na vhodu prikazuje judovsko zgodovino Curaçaa v svetovni zgodovini, od prihoda prvega Juda leta 1634 do sedanje judovske skupnosti. Veliko predmetov je še vedno v uporabi v sinagogi Mikvé Israel-Emanuel.
Leta 2024 bo muzej razširjen s krilom s tremi velikimi stalnimi razstavami, posvečenimi Georgeu Maduru, Ani Frank in Curaçau med drugo svetovno vojno.